# Morissen
Morissen (en romanche: Murissen) era una comuna suiza del cantón de los Grisones, situada en el distrito de Surselva, círculo de Lumnezia/Lugnez. Limitaba al norte con las comunas de Mundaun y Luven, al este y sureste con Cumbel, y al suroeste y oeste con Vella. El 1 de enero de 2013 se fusionó con las antiguas comunas de Cumbel, Degen, Lumbrein, Suraua, Vignogn, Vella y Vrin para constituir la nueva comuna de Lumnezia.

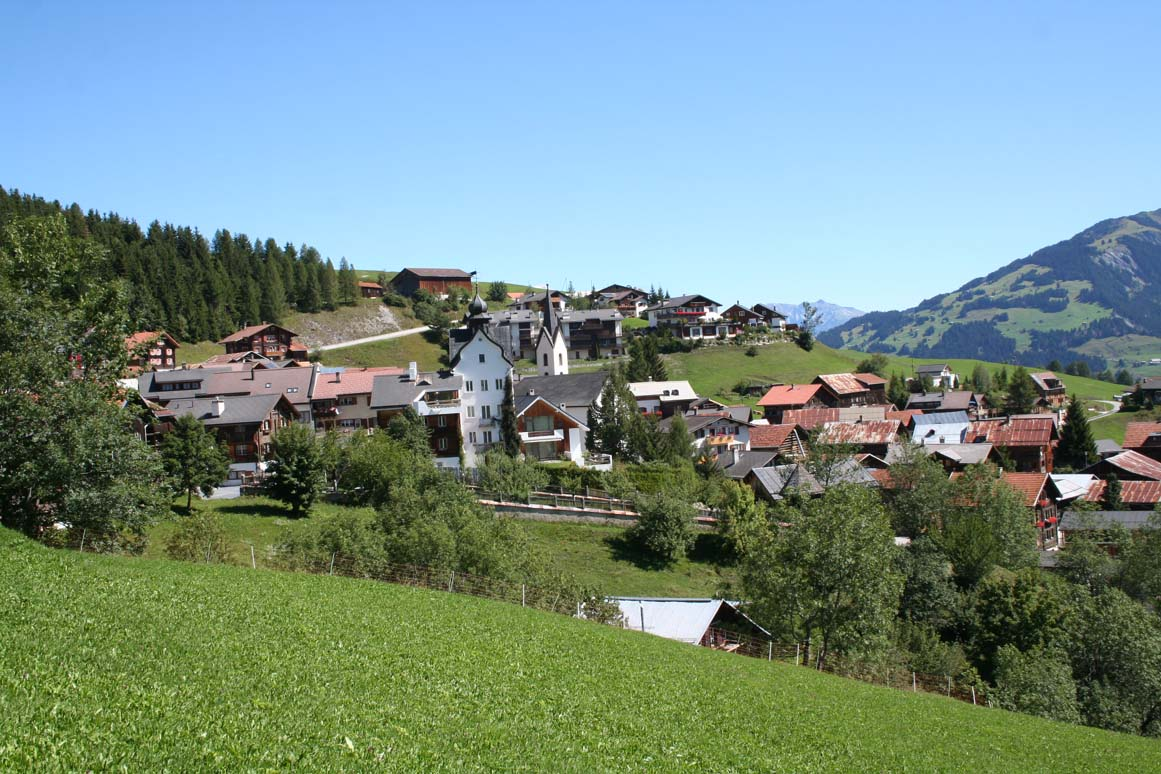
Vista de Morissen.